# کشورهای مرزی (اروپا شرقی)

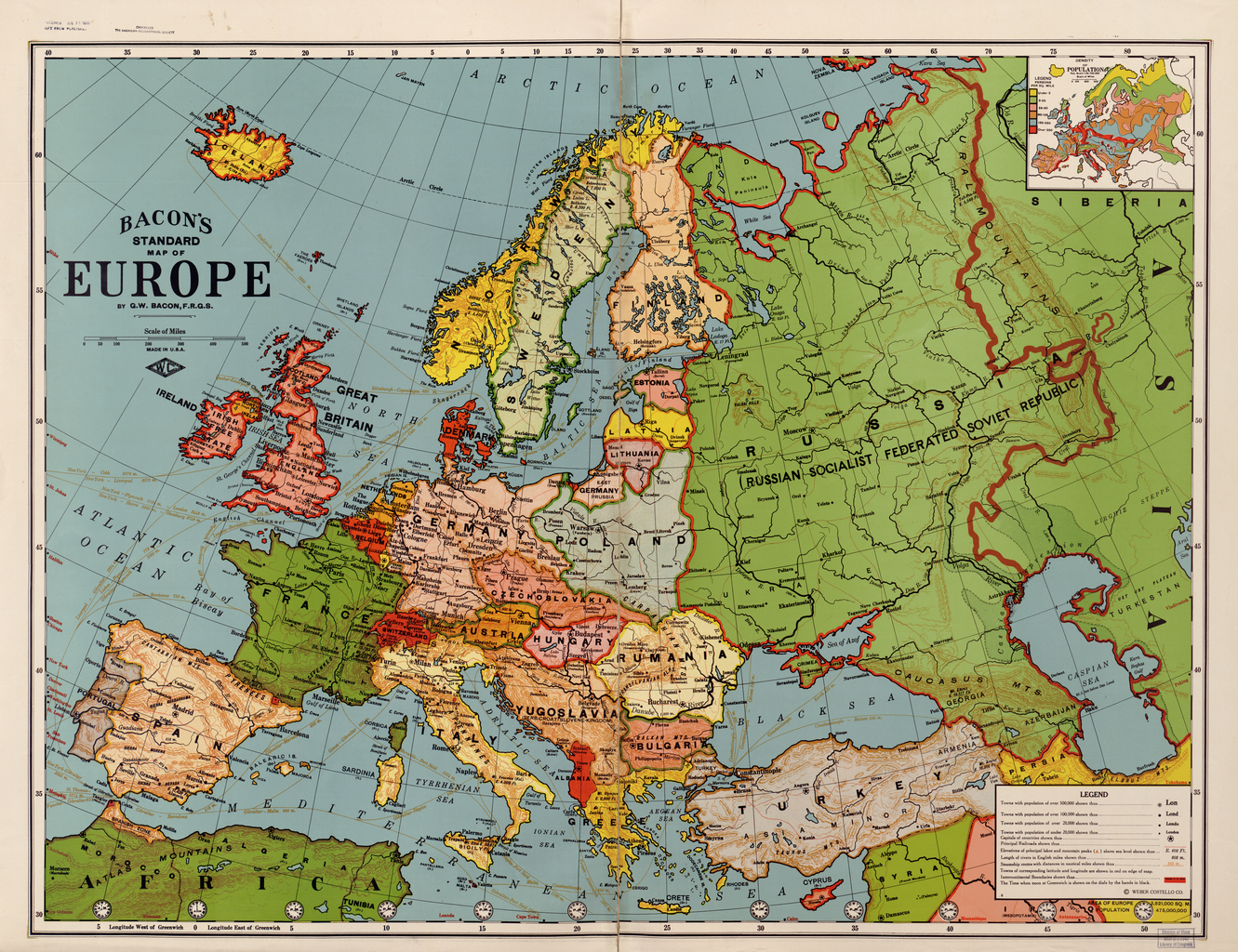
نقشه بریتانیا از اروپا بلافاصله پس از جنگ جهانی اول و سرنگونی امپراتوری تزاری در روسیه (سبز). از جمله تغییرات ایجاد کشورهای مستقل استونی، لتونی، لیتوانی، لهستان، چکسلواکی و یوگسلاوی (راست مرکز) بود.

کشورهای مرزی یا کشورهای حائل اروپایی، کشورهای اروپایی بودند که پس از انقلاب بلشویکی ۱۹۱۷، معاهده برست-لیتوفسک و در نهایت شکست امپراتوری آلمان و اتریش-مجارستان در جنگ جهانی اول، استقلال خود را از امپراتوری روسیه به دست آوردند. در طول دوره بین دو جنگ، کشورهای غرب اروپا یک سیاست ایالات مرزی، اجرا کردند که هدف آن متحد کردن آنها جهت حفاظت در برابر توسعه‌طلبی اتحاد جماهیر شوروی و کمونیست بود. کشورهای مرزی عبارت بودند از فنلاند، استونی، لتونی، لیتوانی، لهستان، رومانی و تا زمان الحاق آنها به اتحاد جماهیر شوروی، برای کوتاه مدت بلاروس و اوکراین.